# Avşa

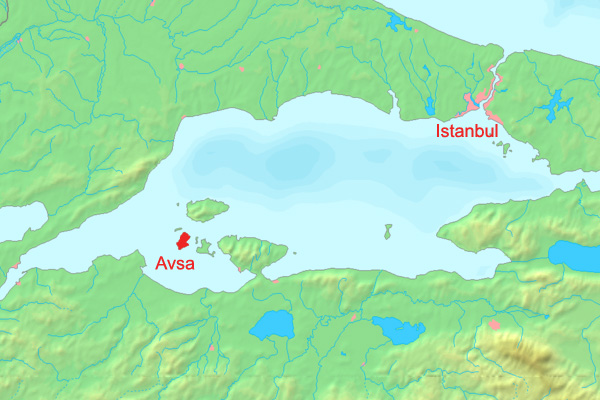
Poloha ostrova na mapě

Avşa je turecký ostrov v jižní části Marmarského moře. Má rozlohu 20,6 km² (délku 7 km a šířku 4 km). Spadá do marmarského okresu provincie Balıkesir v severozápadním Turecku. Je populární domácí turistickou destinací, především pro obyvatele Istanbulu. Lodní doprava na ostrov funguje z Istanbulu, Erdeku a Tekirdağu.

## Demografie
| Rok  | Počet obyvatel |
| ---- | -------------- |
| 2012 | 2527           |
| 2011 | 2559           |
| 2010 | 2602           |
| 2009 | 2613           |
| 2008 | 2661           |
| 2007 | 1969           |
| 2000 | 2611           |
| 1990 | 2617           |
| 1985 | 1319           |
| 1980 | 1228           |